# 地下家蚊
地下家蚊（学名：Culex molestus），又稱為倫敦地鐵家蚊、倫敦地下鐵家蚊（英語：London Underground mosquito），主要分佈於溫帶地區，屬於家蚊屬，是臺灣冬季最活躍的蚊子。主要生活在封閉或半封閉的地下環境。

## 分类
本种曾被当成是另一物种尖音家蚊（Culex pipiens）的变型或者亚种，直到2004年分子遗传学的分析才确定这是两个不同的物种。

## 历史
地下家蚊的危害起源於二戰倫敦時期，因為避免砲火攻擊而躲藏於倫敦地鐵車站及車道，導致飽受地下家蚊侵害，因而得名倫敦地下鐵家蚊。1993年由黃基森發現入侵臺北市，目前已然成為臺灣都會區蚊子最常見的入侵種。

## 生活史
完全變態昆蟲，卵期約1~2 天，幼蟲期約5~7天，蛹期約2 天，生活史約9~14天。雄蚊通常可活一星期；雌蚊在夏天可活2-3星期，在冬季或休眠的成蟲可存活4-5個月以上。